# The Walking Dead: Michonne
The Walking Dead: Michonne (с англ. — «Ходячие мертвецы: Мишонн») — самостоятельная видеоигра о героине комиксов Мишонн. Игра состоит из трёх эпизодов, выход первого произошёл 23 февраля 2016 года на PC, PlayStation 4, Xbox One, PS3 и Xbox 360, а также устройствах на базе iOS и Android.

## Разработка
Компания Telltale Games во время E3 2015 анонсировала новую игру в своей серии, которая получила название «The Walking Dead: Michonne». Это эпизодический проект, состоящий из трёх частей. Его действия разворачиваются между событиями 126 и 139 выпусками комикса «Ходячие мертвецы», а главной героиней выступает Мишонн. Фанаты комикса узнают, почему девушка покинула группу верных друзей и что заставило её вновь к ним вернуться.

## Эпизоды
1. На большой глубине (англ. In Too Deep) — 23 февраля 2016 года[6]
2. Никакого убежища (англ. Give No Shelter) — 29 марта 2016 года[7]
3. То, что мы заслужили (англ. What We Deserve) — 26 апреля 2016 года[8]

## Отзывы
| Сводный рейтинг       | Сводный рейтинг          |
| Агрегатор             | Оценка                   |
| --------------------- | ------------------------ |
| Metacritic            | 67/100 (PC) 64/100 (PS4) |
| OpenCritic            | 72/100                   |
| «Критиканство»        | 64/100                   |
| Иноязычные издания    |                          |
| Издание               | Оценка                   |
| Eurogamer             | без оценки               |
| Jeuxvideo.com         | 14/20                    |
| Shacknews             | 7/10                     |
| Русскоязычные издания |                          |
| Издание               | Оценка                   |
| StopGame.ru           | без оценки               |

| Игра                       | GameRankings                                            |
| -------------------------- | ------------------------------------------------------- |
| Episode 1: In Too Deep     | 70,18 % (PC) 70,78 % (PS4) 65,83 % (XONE) 72,50 % (iOS) |
| Episode 2: Give No Shelter | 66,60 % (PC) 82,75 % (PS4) 80 % (XONE) 70 % (iOS)       |
| Episode 3: What We Deserve | 71,74 % (PC) 72,83 % (PS4) 78,75 % (XONE) 90 % (iOS)    |

По данным сайта-агрегатора рецензий Metacritic, первый эпизод получил рейтинг 69/100 для PC на основе 42 рецензий, 70/100 для PS4 на основе 10 рецензий и 65/100 для Xbox One на основе 9 рецензий.
По данным того же сайта, второй эпизод получил рейтинг 66/100 для PC на основе 24 рецензий, 82/100 для PS4 на основе 5 рецензий и 78/100 для Xbox One на основе 6 рецензий.
Третий эпизод, по данным Metacritic, получил рейтинг 71/100 для PC на основе 23 рецензий, 76/100 для PS4 на основе 8 рецензий и 73/100 для Xbox One на основе 4 рецензий.
В целом на Metacritic игра получила рейтинг 67/100 для PC на основе 8 рецензий и 64/100 для PS4 на основе 5 рецензий.
Летом 2018 года, благодаря уязвимости в защите Steam Web API, стало известно, что точное количество пользователей сервиса Steam, которые играли в игру хотя бы один раз, составляет 197 450 человек.